# 华强北街道
华强北街道是中国广东省深圳市福田区下辖的一个街道。位于福田区东部，总面积约为2.9平方公里，辖区总人口16万人，下辖5个社区工作站。因辖区内的“中国电子第一街”华强北路而得名，是深圳市政治、文化和商业中心。
华强北街道是福田区2009年新设置的两个街道办事处之一，成立于2009年7月。

## 地理
华强北街道办事处辖区东至红岭中路、华强北路，南达深南中路，北接红荔路、华富路，西达华富路，地处深圳市区核心区，是深圳市甚至中国最繁华的街区之一。
华强北街道办事处下辖福强、荔村、通新岭、华红和华航5个社区工作站。

## 經濟
此街道在1980年代屬上步工業區一部分。當時由於深圳才成立不久，市區僅集中於羅湖，華強北一帶在當時只是市郊一部分。後來隨著深圳城市化，商業開始西移，華強北開始轉型，成為一個電子交易街。1990年代末以酒店及商場為代表的服務業入駐，華強北經濟逐漸多樣化，為一個以商業、辦公為主導、兼有部分居住的綜合區。

## 地标
- 漢國城市商業中心
- 賽格廣場
- 電子大廈

## 交通
- 道路
  - 华强北路
- 地铁
  - 深圳地鐵1號線